# Spring Green
Spring Green est un village situé dans l’État du Wisconsin, dans le comté de Sauk. Lors du recensement de 2010, sa population s’élevait à 1 628 habitants.
L'architecte Frank Lloyd Wright y fonde au début du XXe siècle un domaine appelé Taliesin, reconnu comme site patrimonial en 1960[réf. souhaitée].